# Aurelian Chițu
Aurelian Ionuț Chițu (* 25. März 1991 in Țăndărei) ist ein rumänischer Fußballspieler. 

## Karriere
Chițu wechselte im Jahr 2009 zum neu gegründeten Drittligisten FC Viitorul Constanța. In der Saison 2009/10 konnte er 19 Tore erzielen und stieg mit seinem Klub in die Liga II auf. Dort konnte er seinen Stammplatz im Sturm behaupten. Nach zwei Jahren gelang ihm mit seiner Mannschaft in der Spielzeit 2011/12 der Aufstieg in die Liga 1. Nach dem Klassenerhalt 2013 verpflichtete der französische Erstligist FC Valenciennes Chițu. Dort konnte er sich nicht durchsetzen und kam in der Hinrunde 2013/14 nur auf sieben Einsätze. Anfang 2014 wurde er für einige Monate an PAS Ioannina nach Griechenland ausgeliehen. Nach dem Abstieg Valenciennes' kehrte er im Sommer 2014 nach Rumänien zurück und schloss sich Astra Giurgiu an. Bei Astra kam er nur unregelmäßig zum Einsatz. Er verließ den Verein im Oktober 2015 bereits wieder und kehrte zum FC Viitorul Constanța zurück. Mit Viitorul konnte er die Meisterschaft 2017 gewinnen.
Im März 2018 wechselte er zu Daejeon Citizen in die südkoreanische K League 2. Im Januar 2020 kehrte er zurück in die Heimat und stand wieder bei Viitorul unter Vertrag. Seit 2022 spielt er für FC U Craiova 1948.

## Nationalmannschaft
Chițu wurde im Februar 2013 von Nationaltrainer Victor Pițurcă ins Aufgebot für ein Freundschaftsspiel gegen Australien berufen. Am 6. Februar wurde er in der 89. Minute für Gabriel Torje eingewechselt. Im Freundschaftsspiel gegen Trinidad und Tobago am 4. Juni 2013 stand er in der Startaufstellung und spielte eine Halbzeit lang.

## Erfolge
- Rumänischer Meister: 2017
- Aufstieg in die Liga 1: 2012